# Hvid emigrant
Hvide emigranter er et politisk udtryk som mest anvendes i Frankrig, USA og Storbritannien om russere som udvandrede fra Rusland i kølvandet efter den russiske revolution og borgerkrig og som var modstandere af den politiske situation i landet.[kilde mangler]